# Wojciech Alaborski
Wojciech Alaborski (ur. 23 września 1941 w Drohobyczu, zm. 5 kwietnia 2009 w Warszawie) – polski aktor teatralny, filmowy i telewizyjny.

## Życiorys
W 1963 roku ukończył studia w Państwowej Wyższej Szkole Teatralnej w Krakowie.
Grób aktora znajduje się na cmentarzu Wolskim w Warszawie.

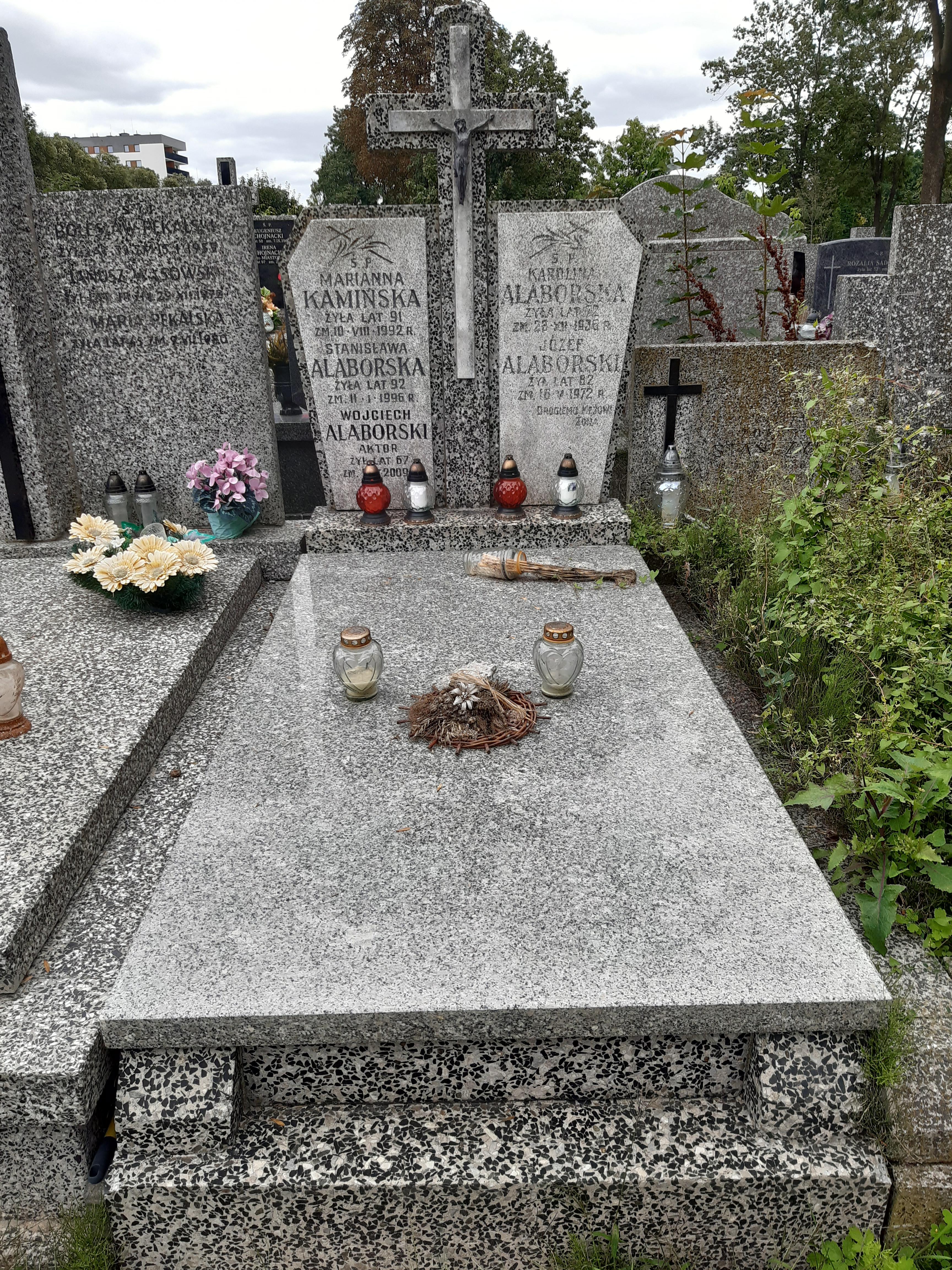
Grób Wojciecha Alaborskiego na Cmentarzu Wolskim

## Teatr
W latach 1963–1966 pracował w Teatrze Polskim w Bielsku-Białej. W latach 1966–1968 był aktorem Teatru Narodowego w Warszawie, a 1968–1970 – Teatru Współczesnego w Warszawie. Od 1970 roku występował w warszawskim Teatrze Polskim.
Spektakle teatralne (wybór)
- 1962: Ogień i popiół (reż. Jerzy Kaliszewski) jako Bellemasse
- 1964: Wizyta na ziemi (reż. Henryk Lotar) jako Jerzy; Hips
- 1964: Jak wam się podoba (reż. Andrzej Makarewicz) jako Orlando
- 1965: Andromaka (reż. Mieczysław Górkiewicz) jako Orestes
- 1965: Dziady (reż. M. Górkiewicz) jako Gustaw-Konrad / Adolf
- 1967: Kordian (reż. Kazimierz Dejmek) jako Kordian
- 1967: Dziady (reż. K. Dejmek) jako Feliks; Diabeł; Młodzieniec
- 1969: Amerykański ideał (reż. Andrzej Łapicki) jako Młodzieniec
- 1970: Na szkle malowane (reż. August Kowalczyk) jako Zbójnik Łamaga
- 1972: Śmierć gubernatora (reż. Halina Machulska, Jan Machulski) jako ojciec Anastazy
- 1975: Otello (reż. A. Kowalczyk) jako Kasjusz
- 1975: Doktor Judym (reż. Jan Machulski) jako Doktor Judym
- 1975: Pigmalion (reż. Anna Minkiewicz) jako Fred
- 1981: Pan Tadeusz (reż. A. Kowalczyk) jako Bartłomiej zwany Prusak
- 1984: Wieczór Trzech Króli (reż. Jerzy Rakowiecki) jako Antonio
- 1984: Wesele (reż. K. Dejmek) jako Widmo
- 1984: Śluby panieńskie (reż. Andrzej Łapicki) jako Albin
- 1987: Kordian (reż. Jan Englert) jako Wielki Książę
- 1991: Szczęście Frania (reż. Bogdan Baer) jako Otocki
- 1992: Peepshow (reż. Michał Pawlicki) jako ojciec Williego
- 1996: Dożywocie (reż. A. Łapicki) jako Rafał Lagena
- 2000: Biwak pod gołym niebem (reż. Jan Kulczyński) jako Herod
- 2003: Burza (reż. Jarosław Kilian) jako Gonzalo
- 2006: Trzy siostry (reż. Krystyna Janda, Natasha Parry) jako Fierapont

## Filmografia
- 1970: Kolumbowie (serial)
- 1972: Perła w koronie
- 1975: Noce i dnie
- 1975: Dyrektorzy jako uczestnik zebrania
- 1977: Znak orła jako Komtur von Plauen
- 1977: Barwy ochronne
- 1977: Pasja jako Wiesiołowski
- 1977: Akcja pod Arsenałem jako Florian Marciniak
- 1978: Bestia jako Paweł
- 1979: Obok jako Artur Karcz
- 1980: Królowa Bona jako Andrzej Górka, kasztelan kaliski (odc. 8, 9 i 11)
- 1981: Człowiek z żelaza
- 1981: Najdłuższa wojna nowoczesnej Europy jako Wojciech Korfanty (odc. 13)
- 1982: Popielec jako Niżyński
- 1989: Kanclerz jako Andrzej Zborowski
- 1989: Modrzejewska jako Konstanty Łobojko
- 1992: Wielka wsypa
- 1999: Pan Tadeusz
- 1999: Pierwszy milion
- 1999, 2000, 2006: Na dobre i na złe (serial)
- 2000: Miodowe lata jako Mietek Capała
- 2001: Marszałek Piłsudski jako Władysław Mazurkiewicz, lekarz pomagający Piłsudskiemu w ucieczce ze szpitala psychiatrycznego w Petersburgu
- 2004–2005: Plebania (serial) jako organista Tadeusz Grzyb, brat Jana
- 2005: Kryminalni jako biznesmen Janusz Gawroński (odc. 15)
- 2006–2008: Na Wspólnej (serial) jako mecenas Jan Roztocki

## Nagrody i odznaczenia
- 1966 – Nagroda na VI Kaliskich Spotkaniach Teatralnych za rolę Gustawa-Konrada w Dziadach w Teatrze Polskim w Bielsku-Białej
- 1974 – Nagroda na Ogólnopolskim Przeglądzie Teatrów Zawodowych w Szczecinie za role w Homo Mollis
- 1988 – Srebrny Krzyż Zasługi